# Citadelle de Namur
La citadelle de Namur, à l'origine le château des comtes de Namur, est un ancien château fort puis citadelle situé dans la ville de Namur, dans la province du même nom en Belgique. Dominant la ville à la confluence de la Sambre et la Meuse, il s'agit d'une des plus grandes citadelles d'Europe et son vaste réseau de souterrains lui aurait valu d'être surnommée « La termitière de l'Europe » par Napoléon Ier. Des vestiges du château comtal aux bastions et terrasses à canons plus récents, elle témoigne de plus de mille ans d'histoire.
Le site est divisé en trois parties (strates) : Donjon, représentant la partie inférieure, Médiane pour la partie intermédiaire et Terra Nova pour la partie supérieure. Son sommet culmine à 190 m d'altitude.
Celle-ci est classée au patrimoine immobilier exceptionnel de la Wallonie. Elle est composée de nombreux quartiers résidentiels (arrière du château), d'un cœur historique (les trois strates : fortifications et château) et d'une longue forêt.
Un téléphérique relie le centre-ville à la citadelle.

## Histoire

### Des origines à l’an 1000
Les premières traces de campements humains sur le site du confluent remontent à environ 6000 avant Jésus-Christ. De nomade, l’habitat se fera progressivement permanent. Dès le Ier siècle, on note déjà, sur la rive gauche de la Sambre, une bourgade bien structurée, dotée d’un port à la pointe du Grognon. Les monnaies retrouvées attestent que Namur entretient des relations commerciales avec le reste de l’Empire romain. L’évolution du bourg s’accélère et l’importance du port s’intensifie du Ve siècle au IXe siècle. Les premières fortifications sur l’éperon rocheux qui deviendra la citadelle datent au moins de cette époque.

### Période comtale:XesiècleauXVesiècle
Vingt-trois comtes vont se succéder du Xe siècle à 1429. Ils proviennent de l’Entre-Sambre-et-Meuse, puis du Hainaut, de France et de Flandre.
Au château, s’ajoutent progressivement la collégiale Saint-Pierre et des habitations de chanoines.
Dès la seconde moitié du Xe siècle, Namur est la capitale du comté. Mais le rayonnement de ce comté dépasse les frontières : le comte Baudouin II de Courtenay sera ainsi empereur de Constantinople, Yolande de Courtenayi deviendra reine de Hongrie et Blanche de Namur, reine de Suède.
La ville s’agrandit et se fortifie. Elle compte 8 000 habitants au XVe siècle. Jean III, dernier comte de Namur, ruiné et sans héritier légitime, vend le comté à Philippe le Bon, duc de Bourgogne, qui en prend possession en 1429.

### Turbulences:XVesiècleauXIXesiècle
Jusqu’a l’indépendance de la Belgique, Namur ne cessera de changer de mains. Convoitée par tous pour sa situation stratégique, prise et reprise, la ville fera successivement partie du Saint-Empire et la restera sous la domination des comtes de Namur, puis sous celle de leurs successeurs les Habsbourg d'Espagne puis d'Autriche, ensuite sous la république et l'empire français et le royaume uni des Pays-Bas.
Suivant ainsi les aléas de l'histoire, en particulier le développement de l'artillerie et la convoitise de puissances voisines, le château comtal est renforcé au cours des XVe et XVIe siècles. Sous le règne de Charles Quint, une enceinte bastionnée, à laquelle on donnera le nom de Médiane, est construite dès 1542 par l'ingénieur italien Donato de Boni. Elle sera terminée en 1559 par Sébastien van Noyen et Giovanni Maria Olgiati.
Dans le courant du XVIIe siècle, la citadelle connait une grande expansion. Dans le contexte de la Guerre de Trente Ans et à la suite des ambitions de conquêtes de Louis XIV, une nouvelle partie est construite entre 1631 et 1675, composée de deux lignes bastionnées. Elle prendra bientôt le nom de Terra Nova, d'après les plans des ingénieurs Salomon Van Es (créateur de Charleroi) et Jean Boulengier.
Vers 1690, pour compenser la présence d'un point faible de la colline, le ravin de la Foliette, un nouveau fort est construit sur un autre pan du site. Nommé fort Guillaume ou fort d'Orange, ce grand ensemble fortifié est établi par Menno van Coehoorn, sous l'impulsion de Guillaume III d'Orange, allié des Espagnols.
Quelques années plus tard, cette citadelle, devenue une des plus vastes et des plus puissantes d’Europe, connaîtra plusieurs sièges. Les plus fameux étant celui de 1692, par Louis XIV et Vauban, et celui de 1695, par Guillaume d'Orange et Coehoorn. Ayant subi des destructions, les fortifications seront reconstruites et renforcées par le célèbre ingénieur français, puis par son rival hollandais.
À la fin de la guerre de Succession d'Espagne, les Pays-Bas espagnols deviennent autrichiens. Les traités d'Utrecht conclus entre les Provinces-Unies et l'Autriche font de Namur une forteresse de la Barrière, occupée et gérée par une garnison hollandaise. En 1746, lors de la guerre de Succession d'Autriche, les troupes de Louis XV assiègent Namur. L'explosion d'une poudrière a causé la destruction d'une partie du donjon, dont la collégiale Saint-Pierre-au-Château et l'ancienne résidence comtale. Plus tard, la garnison hollandaise procédera à de nouveaux travaux de transformation de la citadelle, comme l'ajout de bâtiments et de souterrains.
Mais la fin du XVIIIe siècle mettra bientôt un coup d'arrêt à l'expansion et l'exploitation du site. En 1782, Joseph II fait démanteler la place forte et détruire le fort d'Orange. La garnison hollandaise quitte Namur et est remplacée par des soldats autrichiens. Après la Révolution française de 1789, l'armée révolutionnaire française tente une première invasion des Pays-Bas autrichiens, qui demeure infructueuse, mais lors de laquelle ils prennent une première fois la citadelle. Deux ans plus tard, une deuxième tentative s'avère bien plus concluante et la citadelle est à nouveau française. Les territoires sont annexés à la Première République et, en 1804, Napoléon Bonaparte ordonne le démantèlement de toutes les places fortes au sein du territoire annexé, y compris la forteresse de Namur qui tombera peu à peu à l'abandon et en ruine.

### XIXesiècle

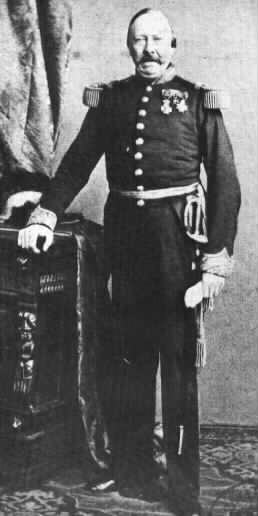
Alexis-Michel Eenens, alors lieutenant et seul officier « belge » du bataillon d'artillerie en poste lors des troubles liés à la révolution belge de 1830, joua un rôle majeur dans la capitulation pacifique de la garnison orangiste de la citadelle.

À la suite de la défaite de Napoléon Bonaparte et de la fin du Premier Empire français, les puissances européennes se réunissent lors du Congrès de Vienne et décident, en 1815, de fusionner les anciens Pays-Bas autrichiens et les Provinces-Unies pour former le nouveau royaume uni des Pays-Bas, dirigé par le roi Guillaume Ier d'Orange-Nassau. Une nouvelle barrière de citadelles est créée dans le but de former une ligne de défense face à la France le long de la Meuse : les citadelles mosanes. La citadelle de Namur est relevée et reconstruite par des ingénieurs néerlandais.
Lors de la révolution belge, la citadelle abrite le 6e commandement de l'armée du Royaume uni des Pays-Bas sous les ordres du Lieutenant Général Josephus Jacobus van Geen (nl), depuis 1828. La garnison se compose alors de 4 000 hommes répartis dans les 12e et 18e régiments d'infanterie ainsi que dans le 5e bataillon d'artillerie. La nouvelle de l'insurrection d'août 1830 à Bruxelles arrive à Namur dès le 26 août et des révoltes populaires anti-orangiste ont lieu dans la ville. Une garde bourgeoise de 130 hommes est mise sur pied, commandée par le comte Florimond de Quarré. Le 30 août, la garnison de la citadelle effectue une sortie et disperse sans heurts un nouveau rassemblement populaire. Le 23 septembre, alors qu'éclatent les Journées de Septembre à Bruxelles, l'état de siège est décrété à partir de 18 heures après que le prince Frédéric d'Orange-Nassau, fils du roi Guillaume et commandant en chef de l'armée expéditionnaire néerlandaise ayant pour but de mater la révolte belge, ait fait interdire tout rassemblement dans les villes fortes des Pays-Bas méridionaux. Le 27 septembre, l'armée du prince est défaite et évacue la capitale brabançonne. Une mutinerie éclate alors trois jours plus tard dans la citadelle namuroise : la grande majorité des soldats « belges » font défection, certains se retournent contre les « hollandais » et prennent plusieurs canons de la forteresse, tandis que ceux aux mains des orangistes sont tournés vers la ville, prêts à faire feu. 
Le 1er octobre, une fusillade éclate sur la sur la Place d'Armes et une émeute s'ensuit. Des barricades sont dressées et une troupe se forme sous les ordres de Constant de Montpellier de Vedrin qui rentre précisément de Bruxelles, attaque la porte Saint-Nicolas puis la porte de Fer. Des renforts de volontaires arrivent du village de Vedrin, de Sclayn et d'Andenne et, avec l'aide de mutinés de l’intérieur de la forteresse, ils prennent les deux portes vers 15 h. On dénombre une trentaine de morts et 24 immeubles sinistrés. Malgré cela, le général Van Geen refuse de se rendre et menace de bombarder la ville. Le lieutenant Alexis-Michel Eenens alors seul officier « belge » à la tête du bataillon d'artillerie, retourne la batterie qu'il commande vers les orangistes. Le commandant de la place résiste et compte sur l'arrivée de renforts de la forteresse de Philippeville, mais, apprenant la chute de celle-ci le 30 septembre, il se résigne finalement à accepter la reddition et la citadelle capitule officiellement le 5 octobre 1830. C'est à cette date que les 250 derniers militaires néerlandais sont accompagnés jusqu'aux avant-postes de l'armée du Prince, qui se trouve alors aux alentours de Kampenhout, lancée dans la guerre belgo-néerlandaise. 
Le 3 octobre, Goswin de Stassart devient gouverneur de la province de Namur, le lieutenant-colonel Boucher est promu commandant provisoire de la citadelle et Jean-Baptiste Brabant, nouveau bourgmestre de la ville. Après l’indépendance de la Belgique, proclamée le 4 octobre 1830, la jeune armée belge investit le site, et entame la construction de nouveaux bâtiments de stockage. Le 2e régiment de ligne y est créé par un arrêté du régent de Belgique le 16 octobre à partir du 12de afdeling de l'armée néerlandaise. 
Le 19 décembre 1830 lors d’une cérémonie sur la Place d'Armes, la ville de Namur remit un drapeau d'honneur à la commune de Vedrin en souvenir et en récompense de la part qu'elle avait prise dans les combats qui s'étaient déroulés le 1er octobre. La ville de Namur, quant à elle, se verra remettre l’un des drapeaux d’honneur de 1830 par le premier roi des belges, Léopold Ier pour sa participation à la révolution.
Dans le courant du XIXe siècle, le développement de l'artillerie rayée, dont la puissance de tir atteint jusqu'à 5-6 kilomètres, rend les fortifications bastionnées obsolètes et inefficaces. La citadelle perdra donc son rôle de défense, au profit une nouvelle barrière de forts ceinturant la ville : la position fortifiée de Namur, construite entre 1887 et 1892 par Henri Alexis Brialmont. Dès lors, devenant simple lieu de casernement et d'entraînement, une grande partie de la citadelle est démilitarisée à partir de 1891 par Léopold II. De grands travaux d’aménagement de la citadelle sont alors entamés, d'après des plans directeurs d'Élie Lainé.

### XXesiècle
En 1937, est inauguré au sommet de la citadelle un nouveau bâtiment qui héberge le Panorama des batailles de la Meuse, toile immense due au peintre Alfred Bastien.
En 1975, le Ministre de la Défense rend à la ville les clés de la citadelle et en 1977, les paracommandos quittent les derniers bastions.

### XXIesiècle
Devenue une attraction touristique, la citadelle de Namur propose différentes activités à ses visiteurs :
Tout d'abord, une promenade en pleine nature dans les différents lieux emblématiques de la citadelle est possible. Ensuite, les visiteurs peuvent suivre une visite guidée immersive d'environ 1 kilomètre (dont 450 mètres dans les souterrains) dans « la Termitière de l'Europe » grâce à des animations 3D mêlant sons et lumières. Le Centre du Visiteur Terra Nova raconte également l'histoire de la citadelle et la vie namuroise, accessible en visite libre ou guidée. Enfin, le site de Terra Nova propose une promenade commentée en train touristique afin de découvrir la citadelle et de nombreux points de vue sur la ville et la vallée de la Meuse.
Tout au long de l'année, le site de la citadelle de Namur accueille de nombreux événements culturels, historiques et touristiques, organisés par le Comité Animation citadelle ou des organisateurs extérieurs. Il est également possible de louer certaines salles de la caserne Terra Nova pour des événements privés ou d'entreprise.
Un téléphérique est mis en service le 8 mai 2021.

## Galerie

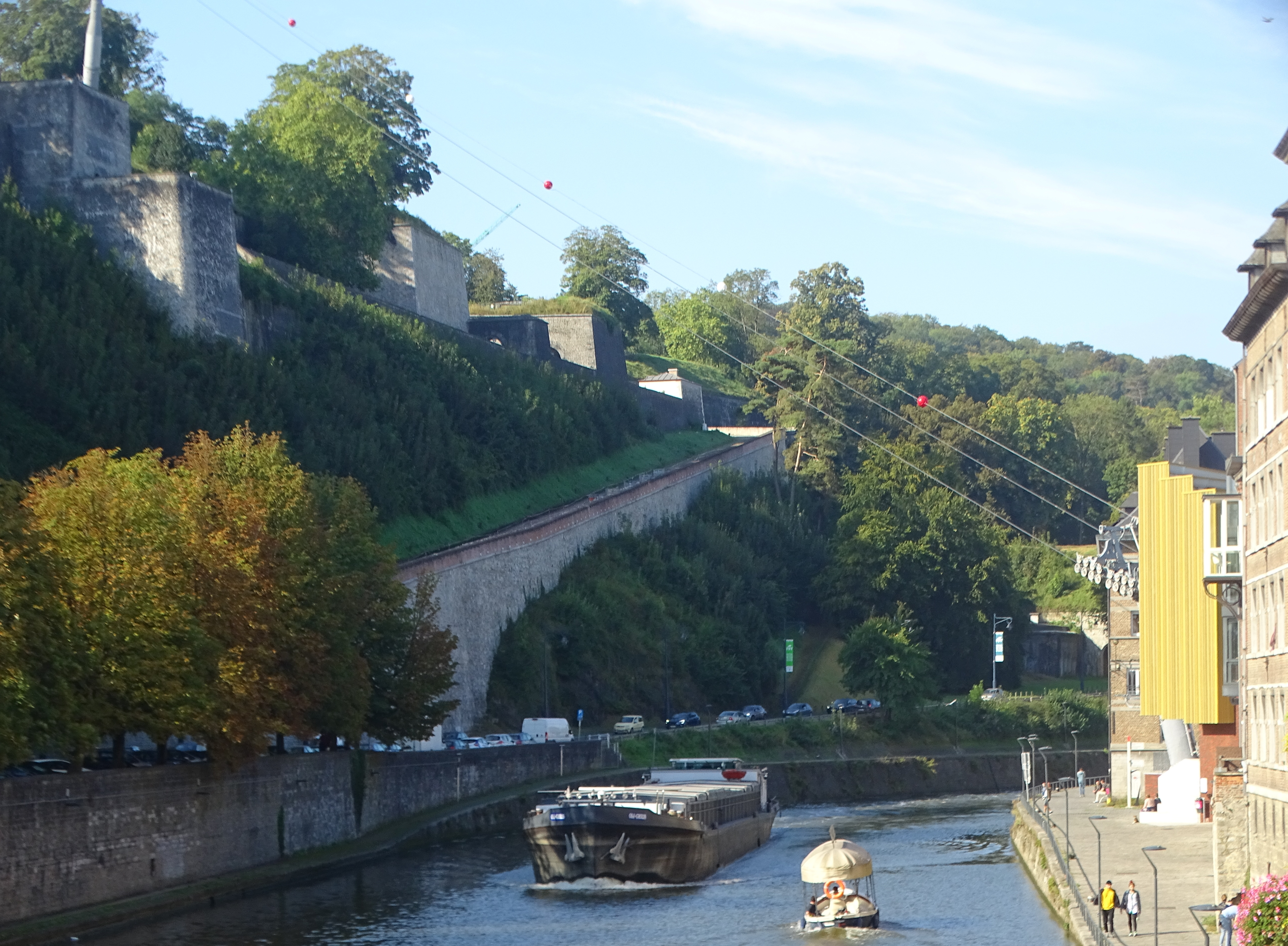
Vue sur la citadelle de Namur et le téléphérique.
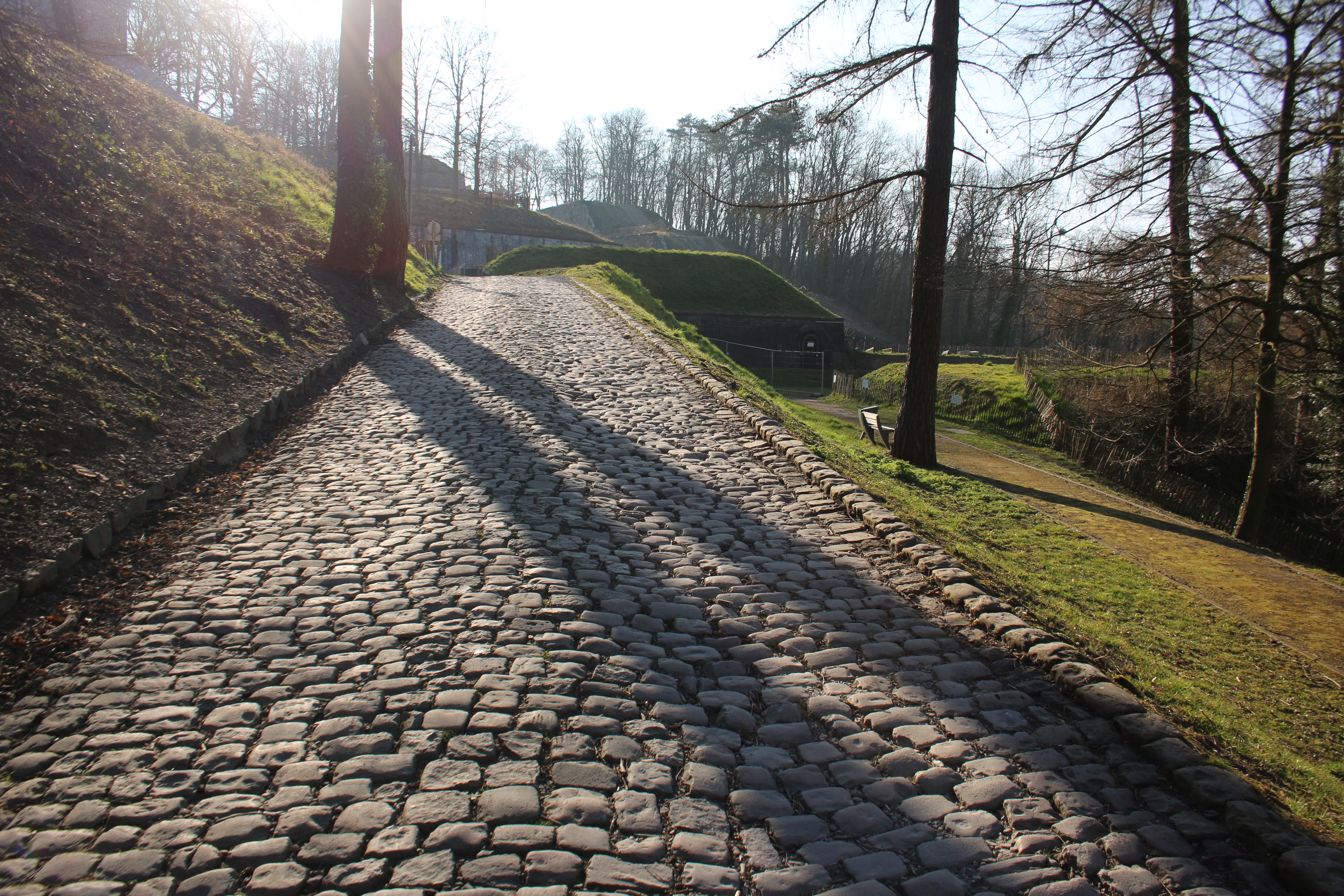
Sentier de balade du site de la citadelle de Namur.
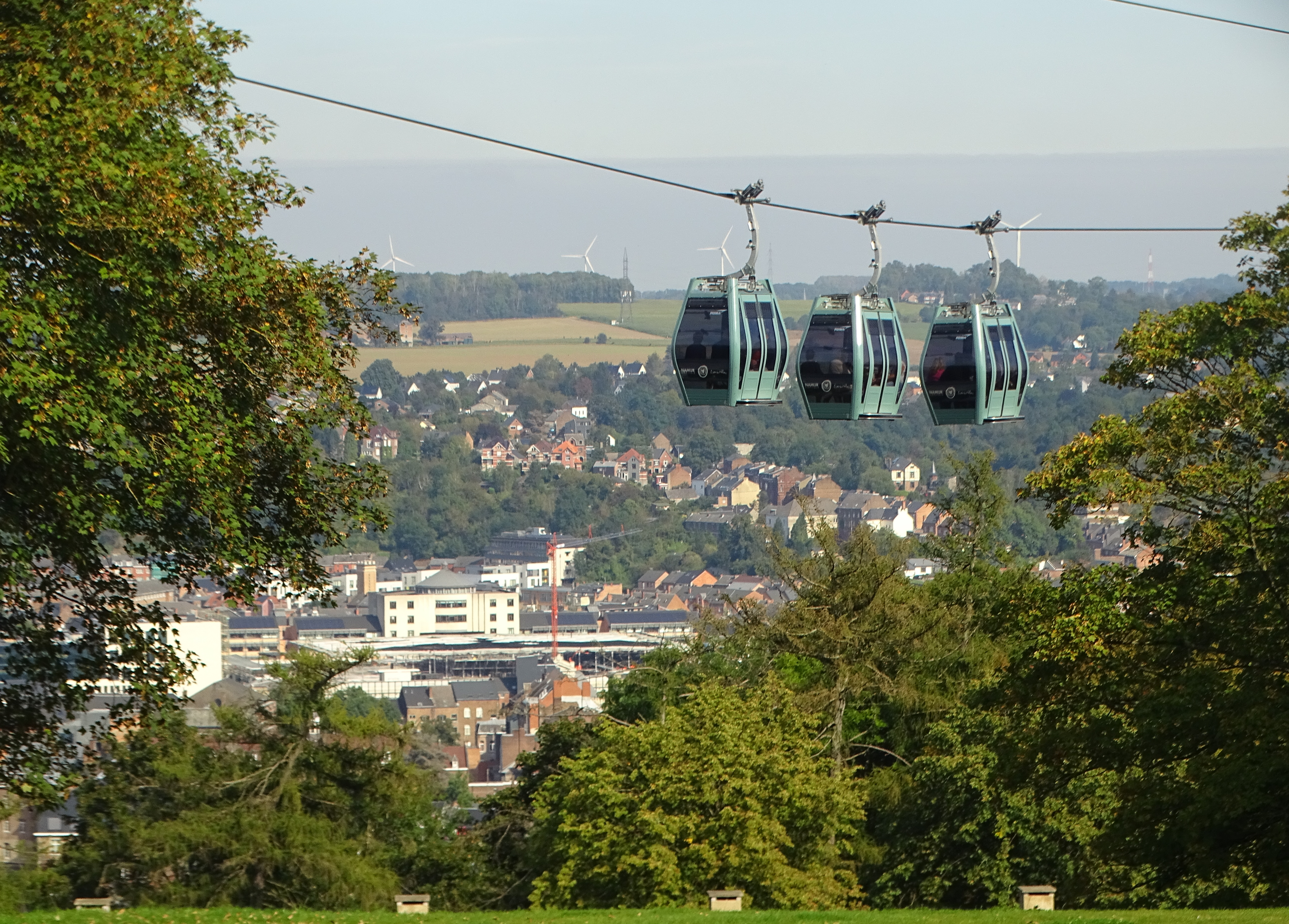
Le téléphérique.
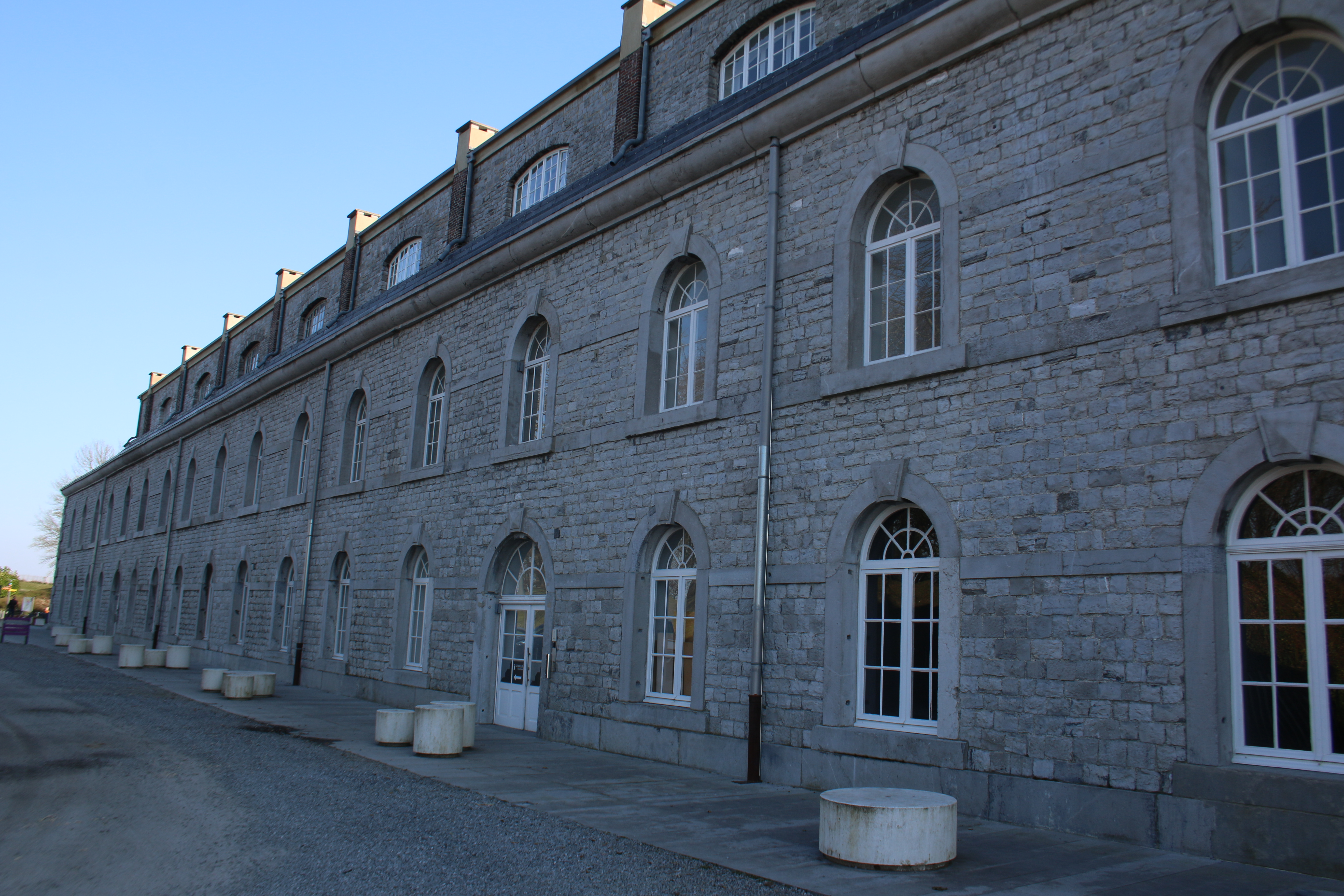
Caserne Terra Nova accueillant le Centre du Visiteur, l'entrée des souterrains et les salles de location.
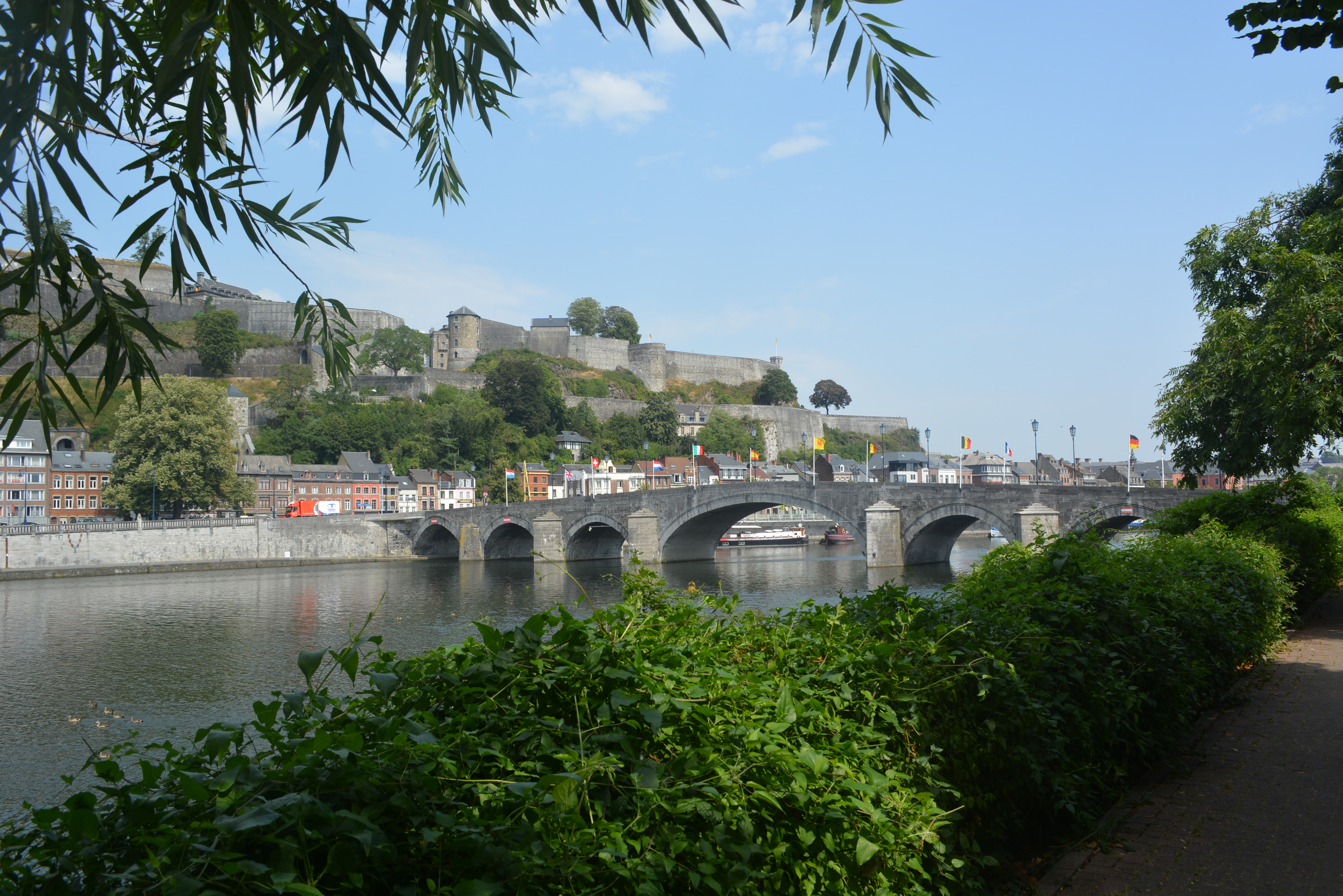
Vue sur la citadelle de Namur et le Pont de Jambes.
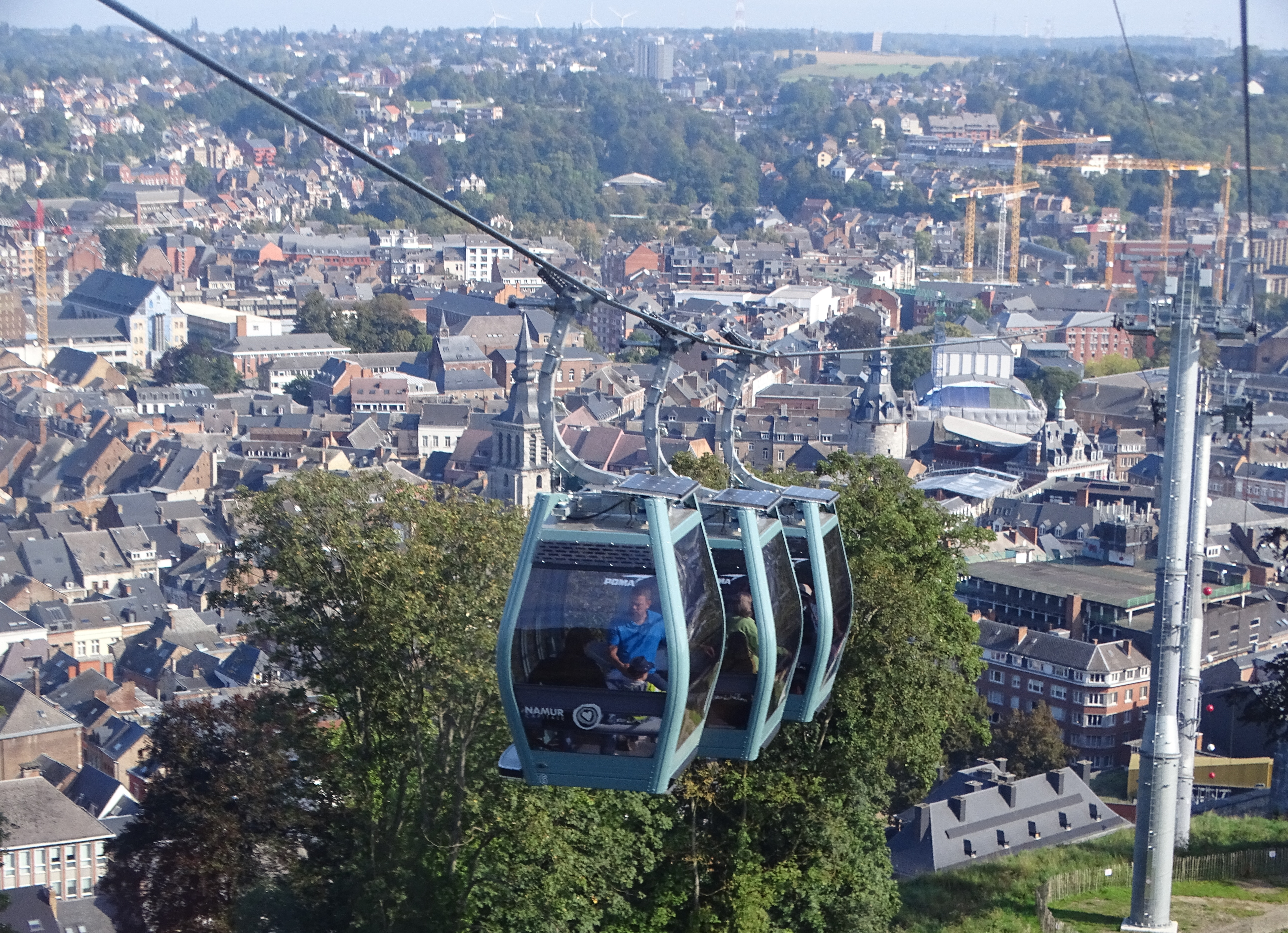
Le téléphérique.
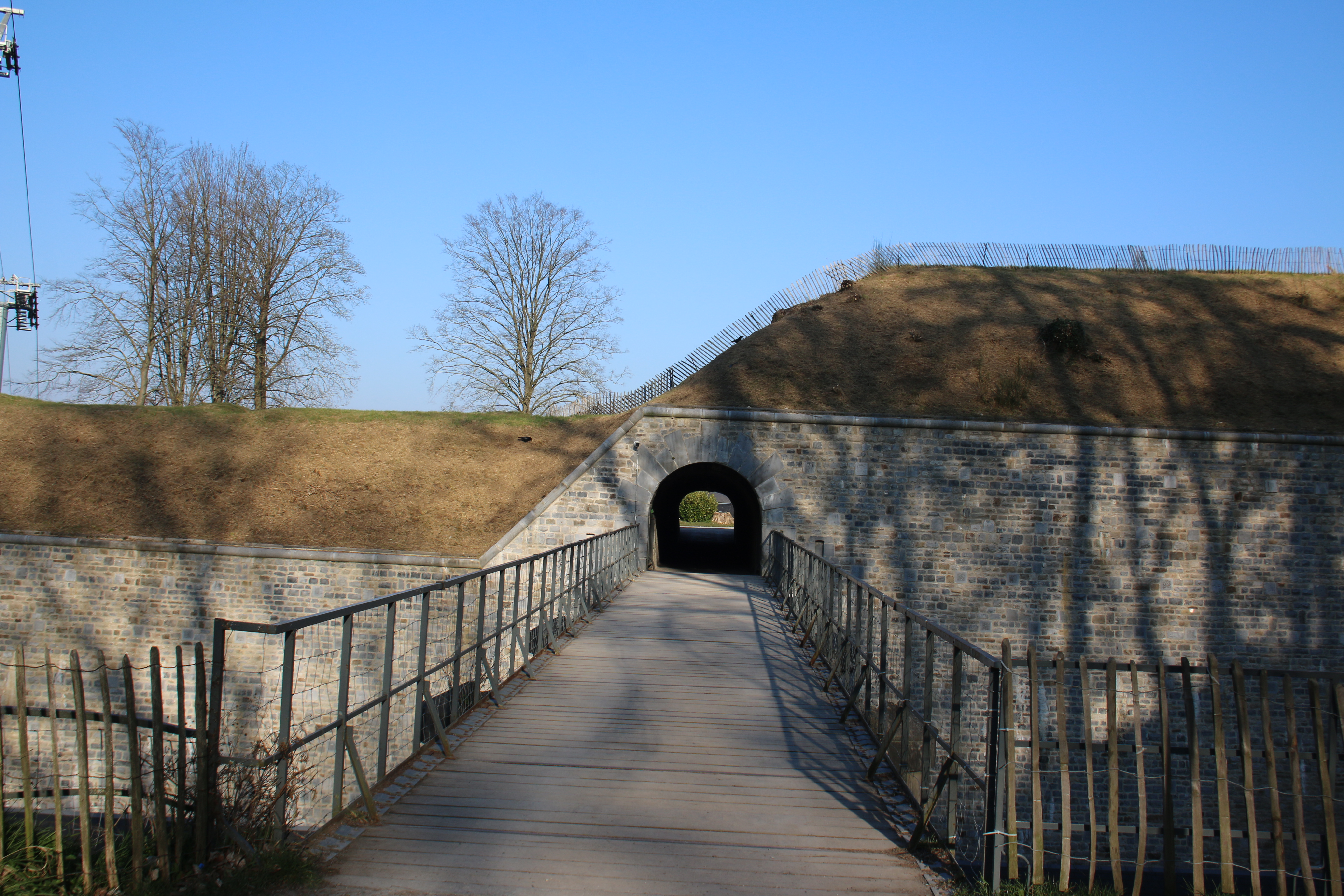
Passerelle de Médiane, point de passage du train touristique de la citadelle.
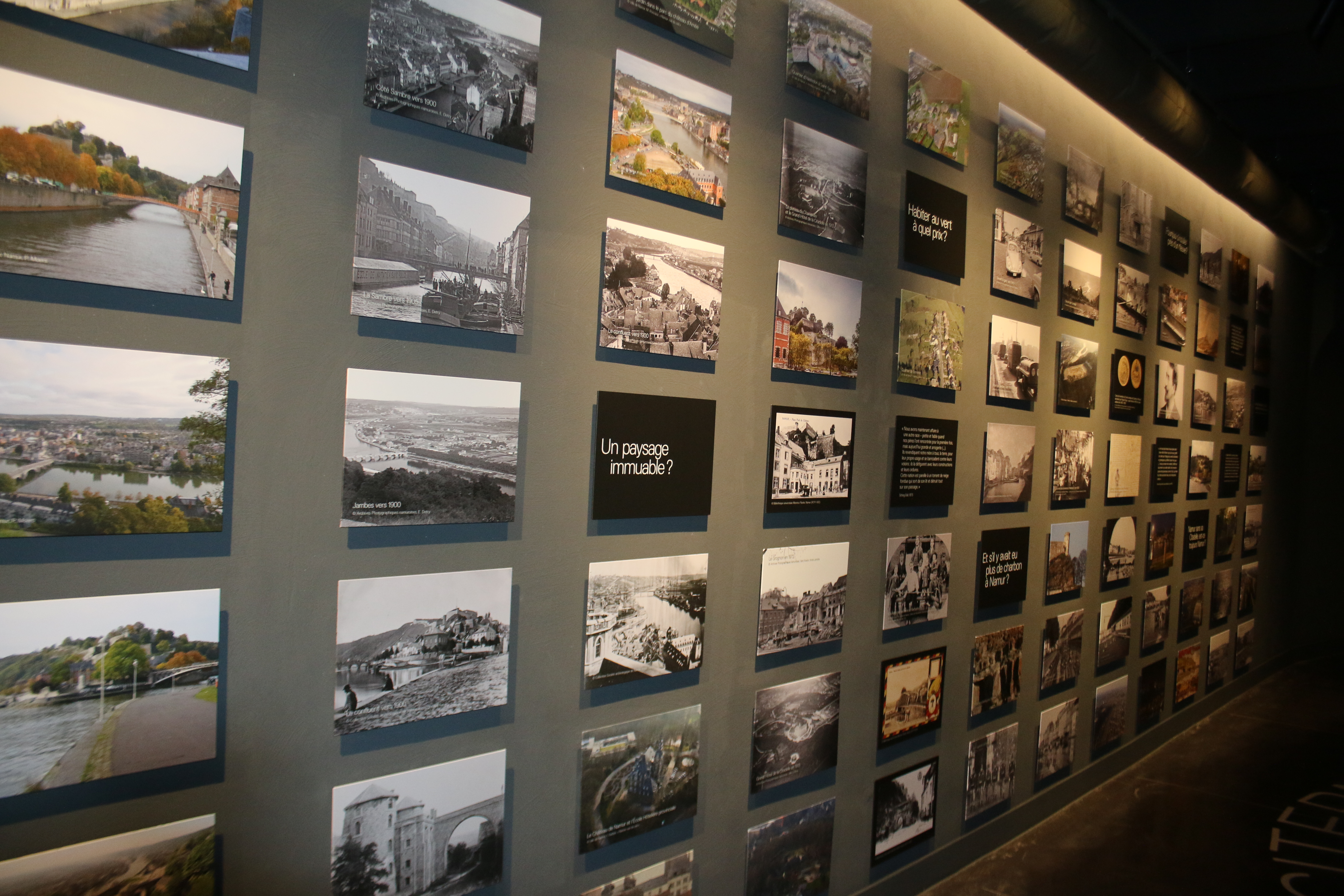
Centre du Visiteur Terra Nova proposant des visites libres ou guidées.
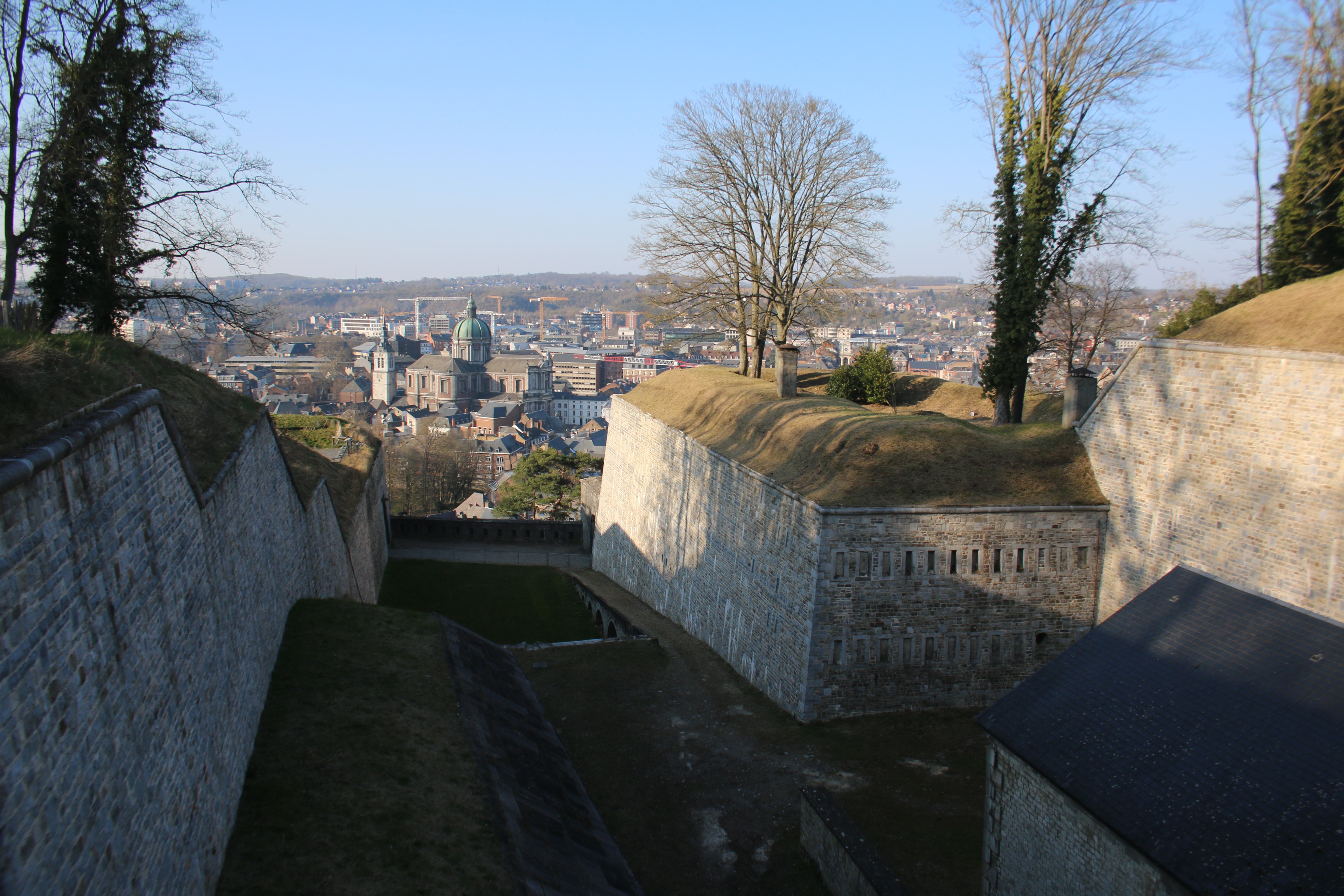
Point de vue depuis la Passerelle de Médiane de la citadelle de Namur.
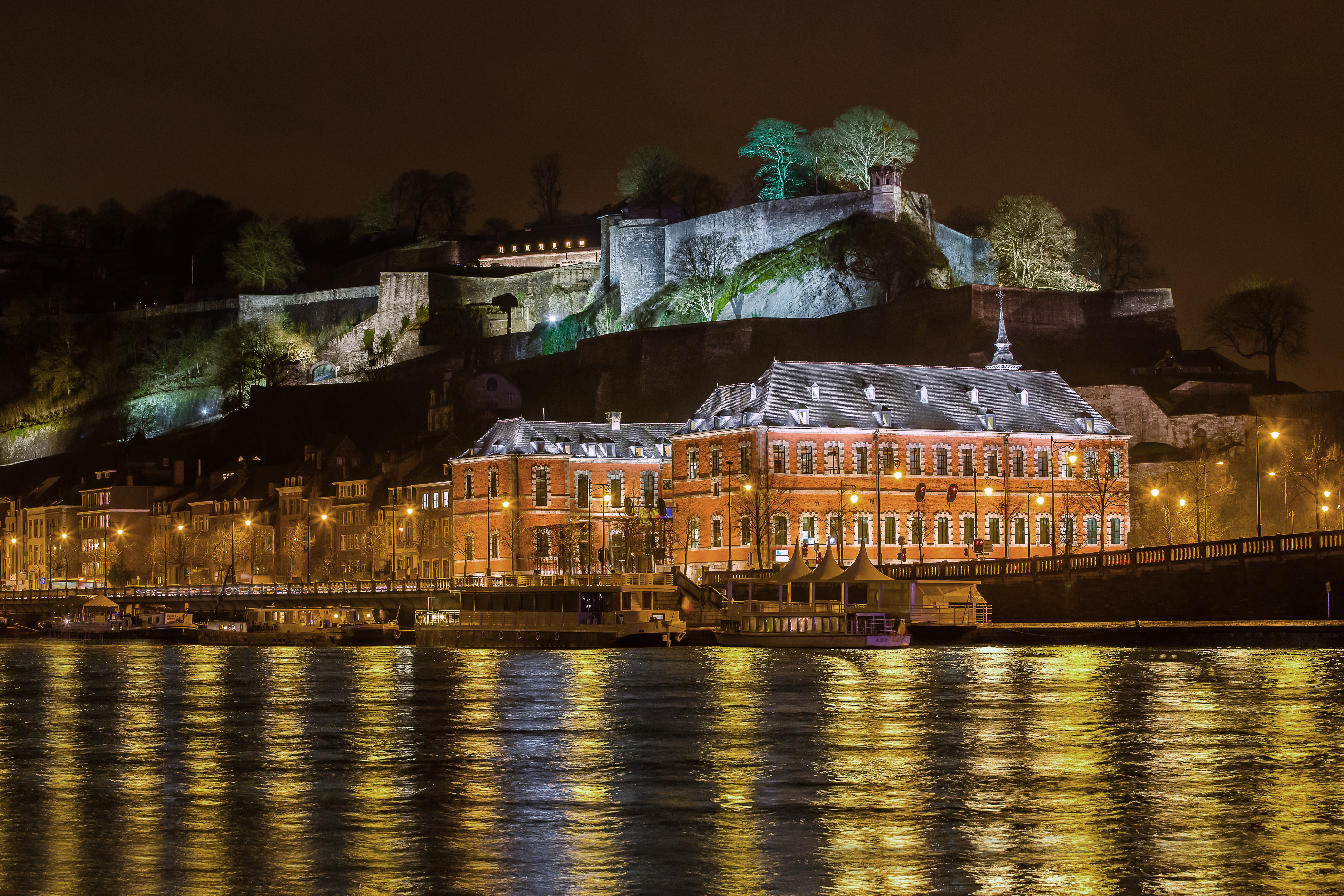
Photographie de la citadelle de Namur et ses éclairages.
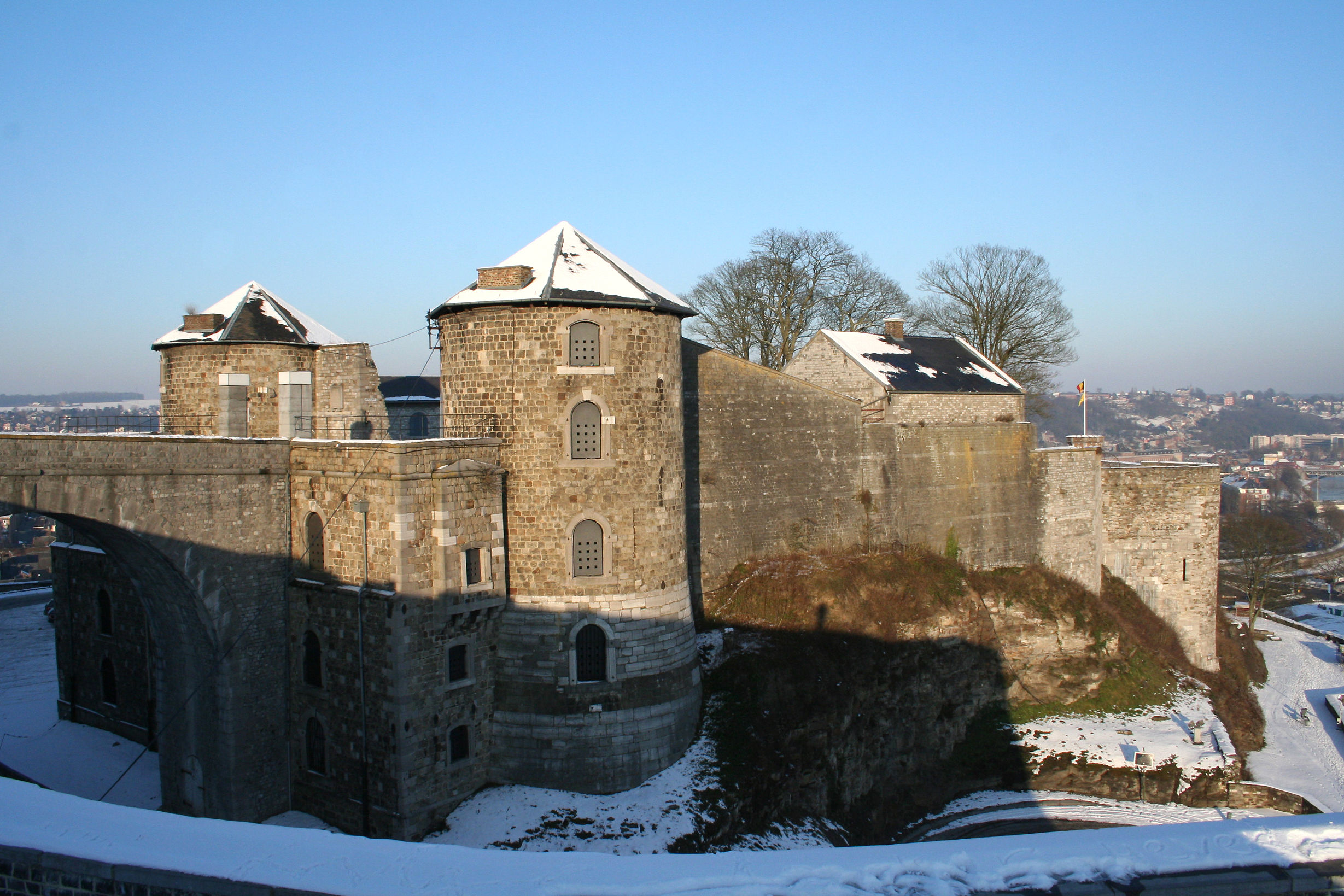
Le pont St-André, la tour au four, la tour aux chartes, la forge, les remparts et la tour à la Citerne.
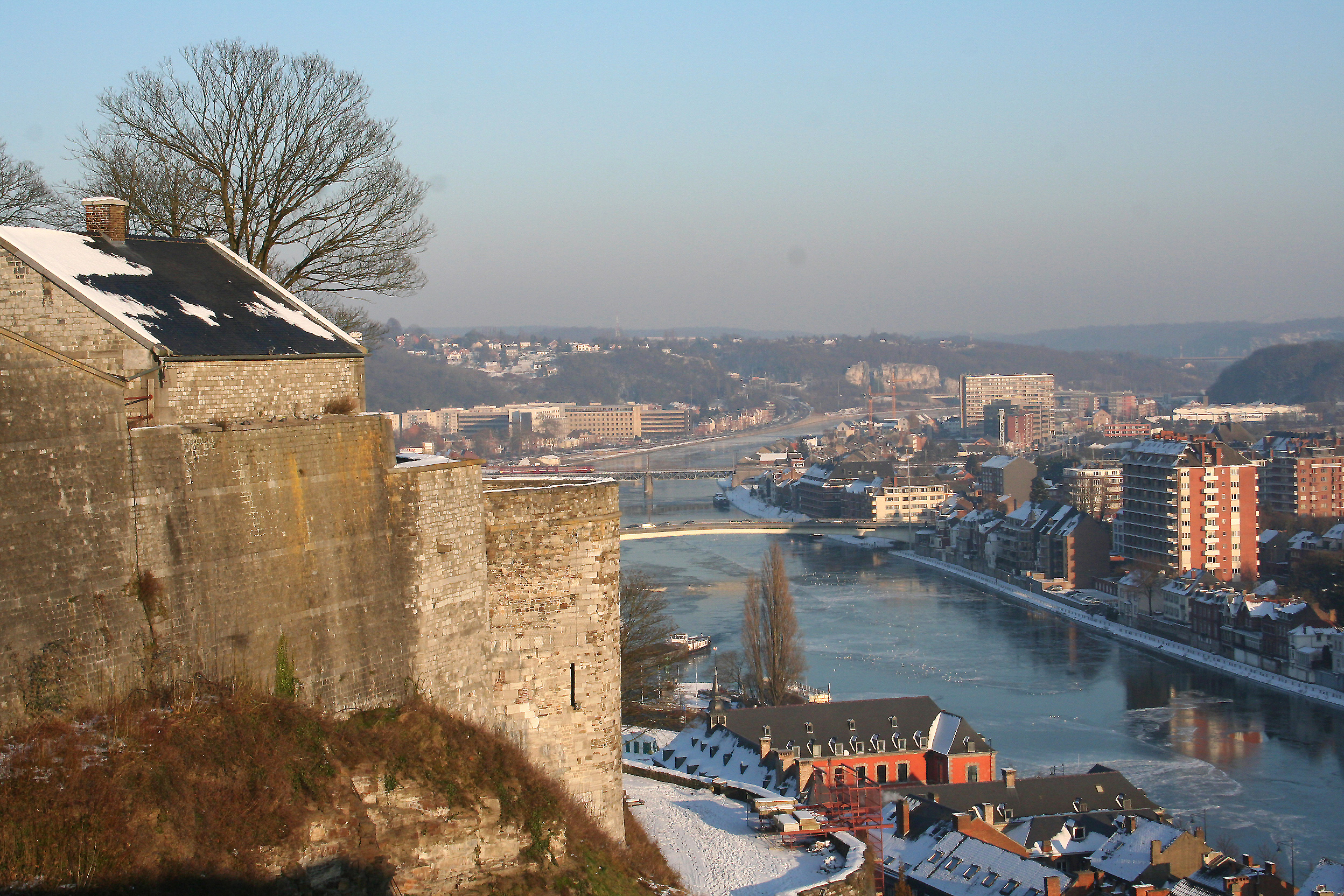
Les remparts situés à la pointe orientale du "Champeau" et la tour à la Citerne.
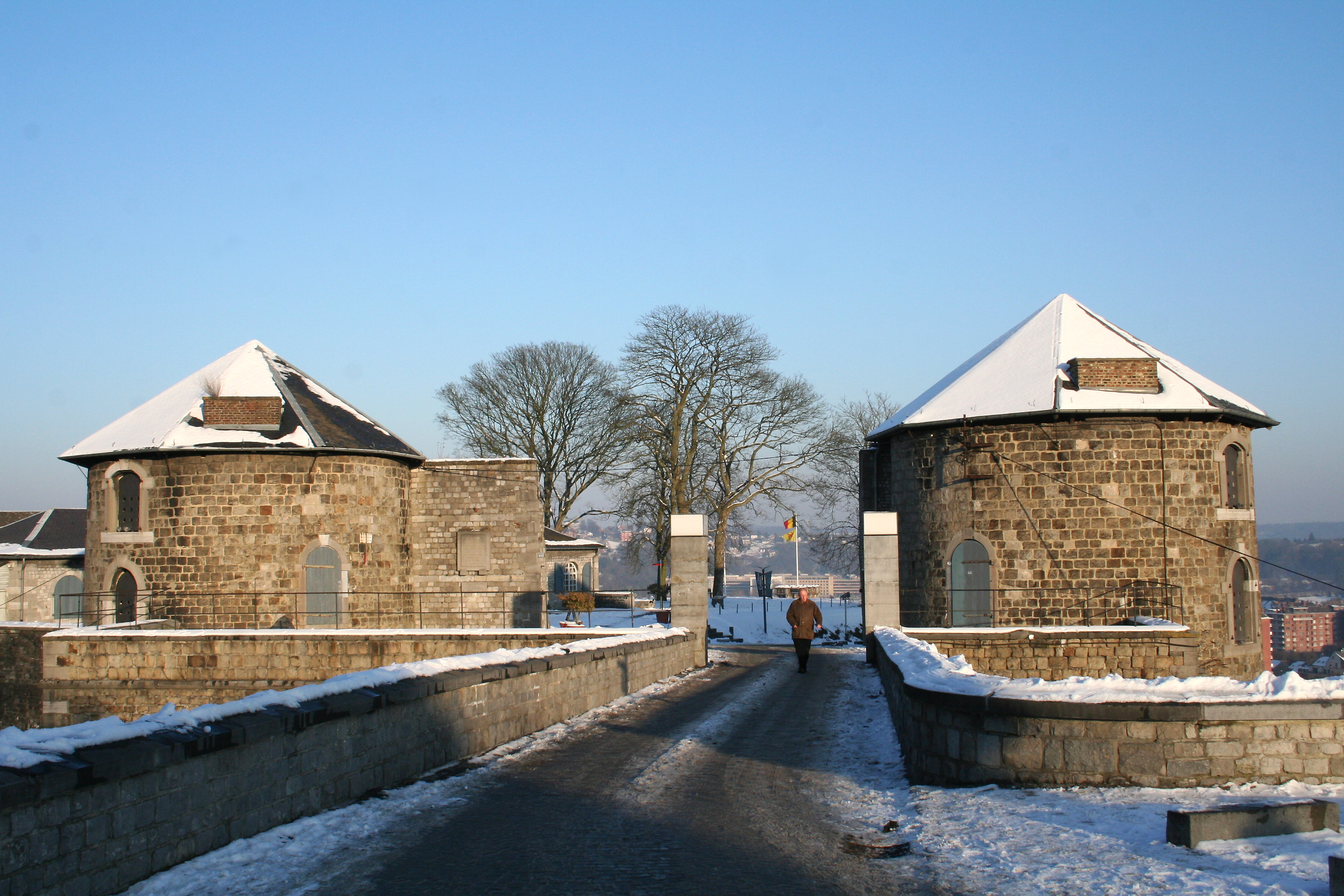
La tour au four et la tour aux chartes ou tour de la trésorerie (XIIe siècle).
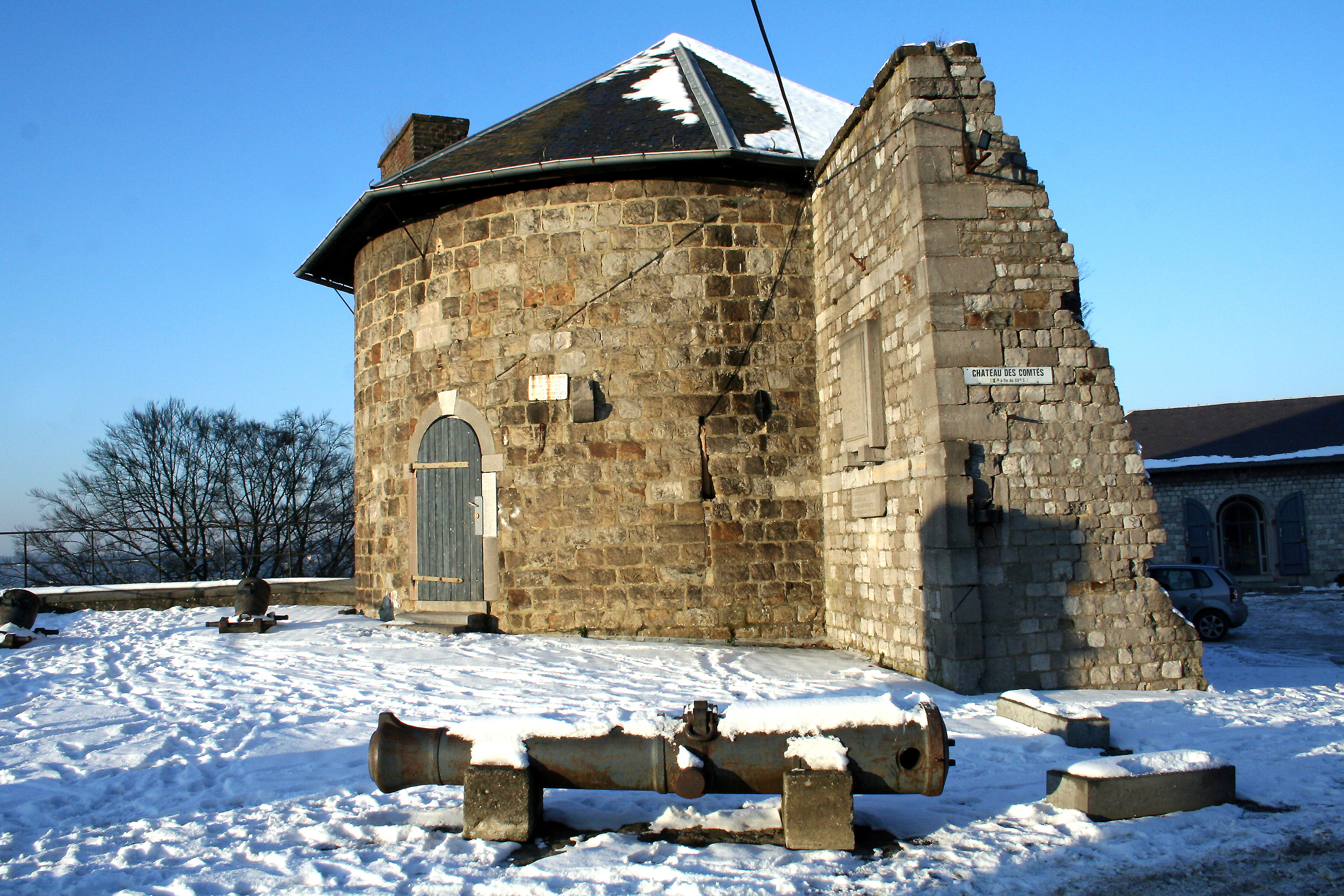
La tour au four (XIIe siècle).
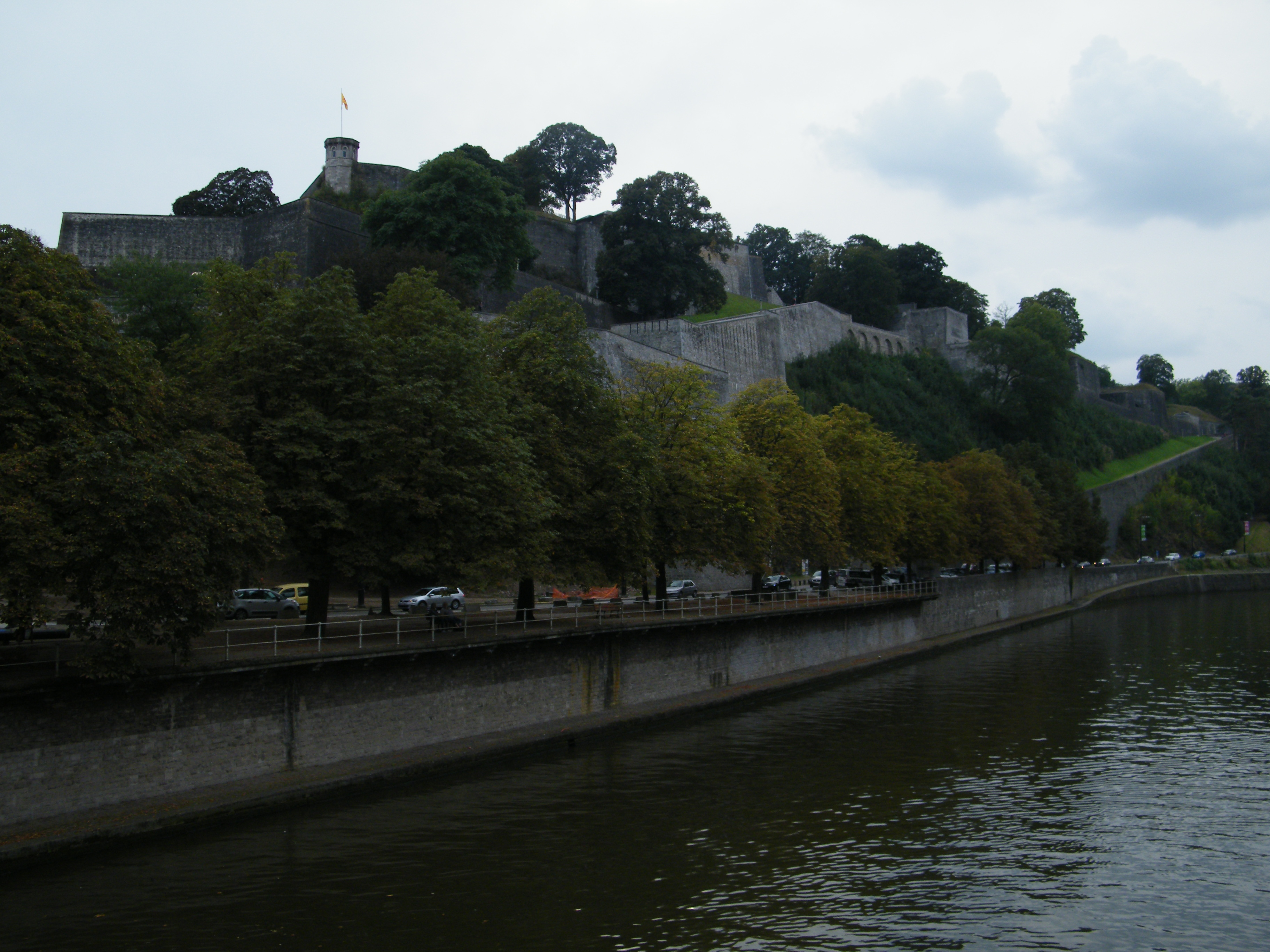
La citadelle vue depuis la rue du Pont.
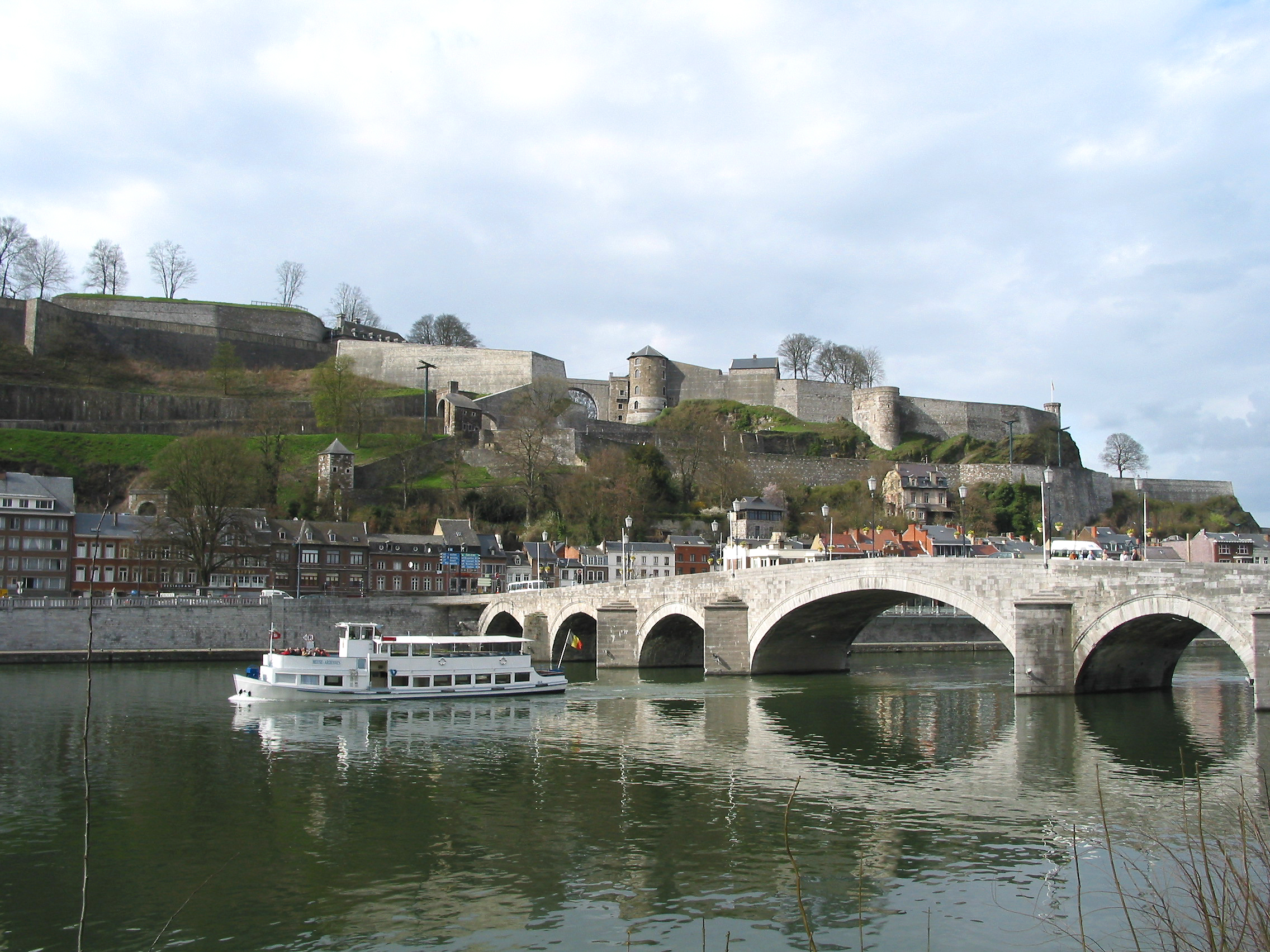
La Meuse, le pont de Jambes et la citadelle.
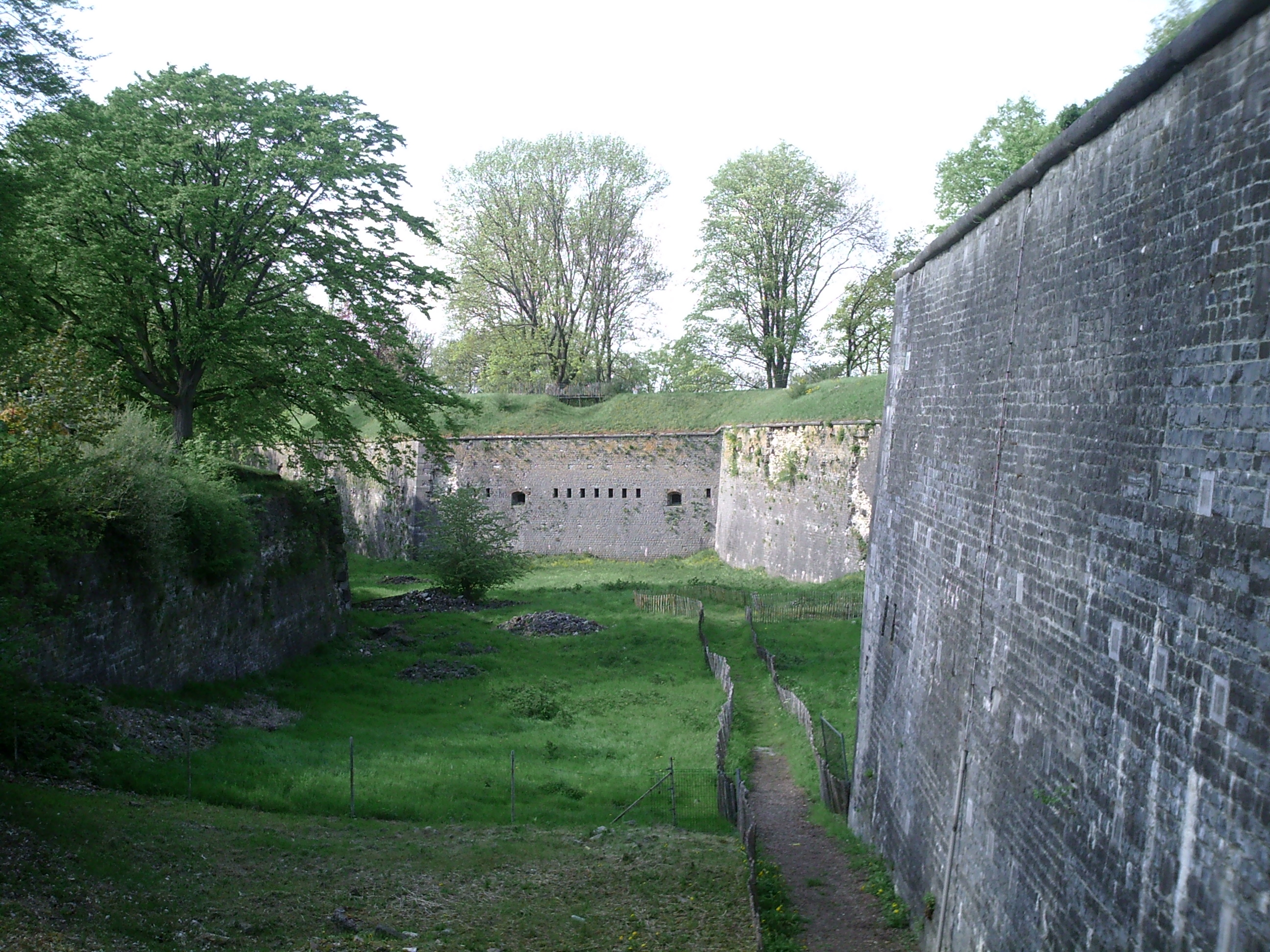
Courtines.
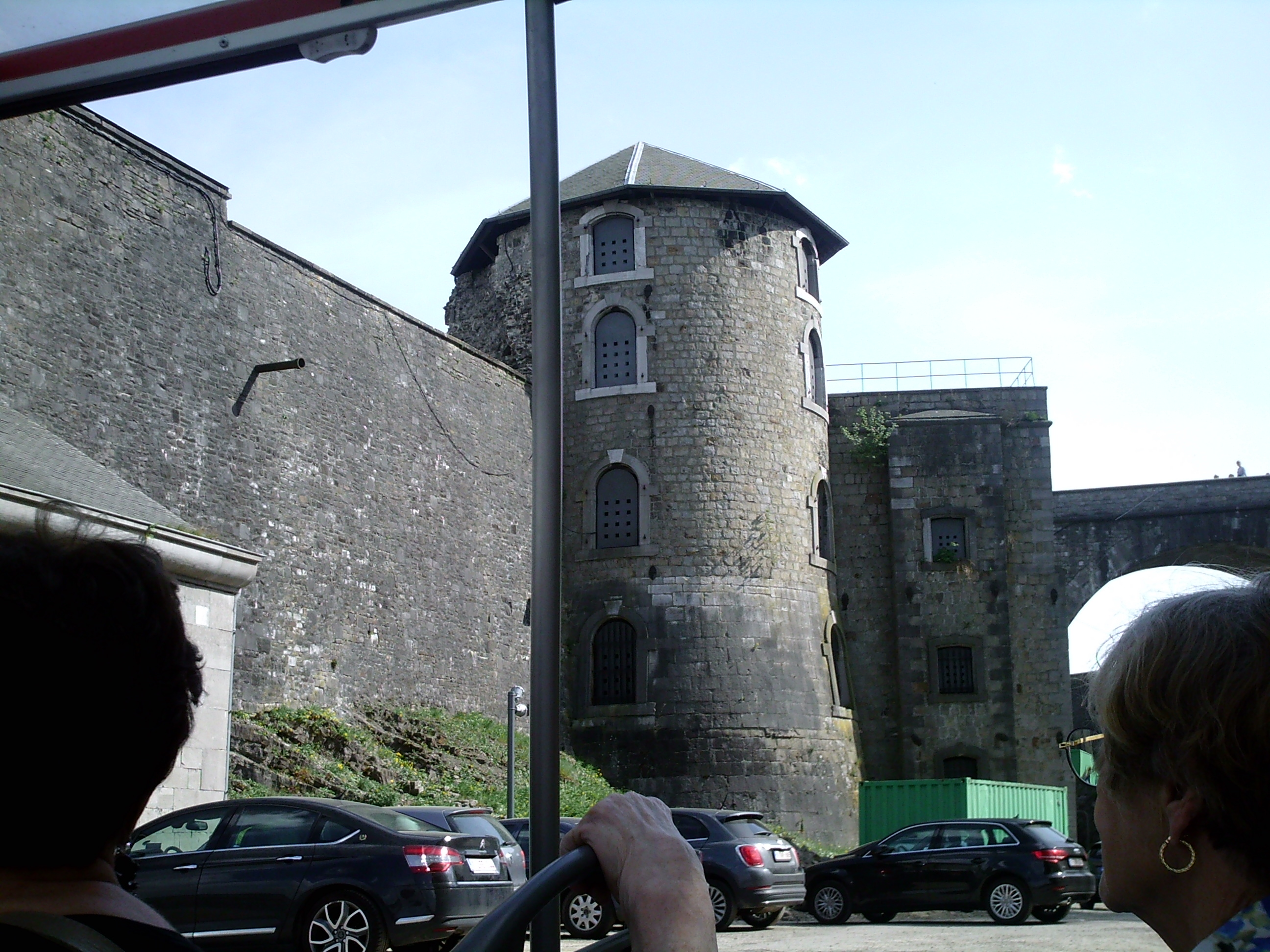
La tour au four vue du dessous.

## Dans la culture populaire
Dans le film Le Vélo de Ghislain Lambert de Philippe Harel, le personnage de Benoît Poelvoorde part, lors d'une course cycliste, à l'« assaut de la citadelle de Namur ».